# Stratum (geologi)

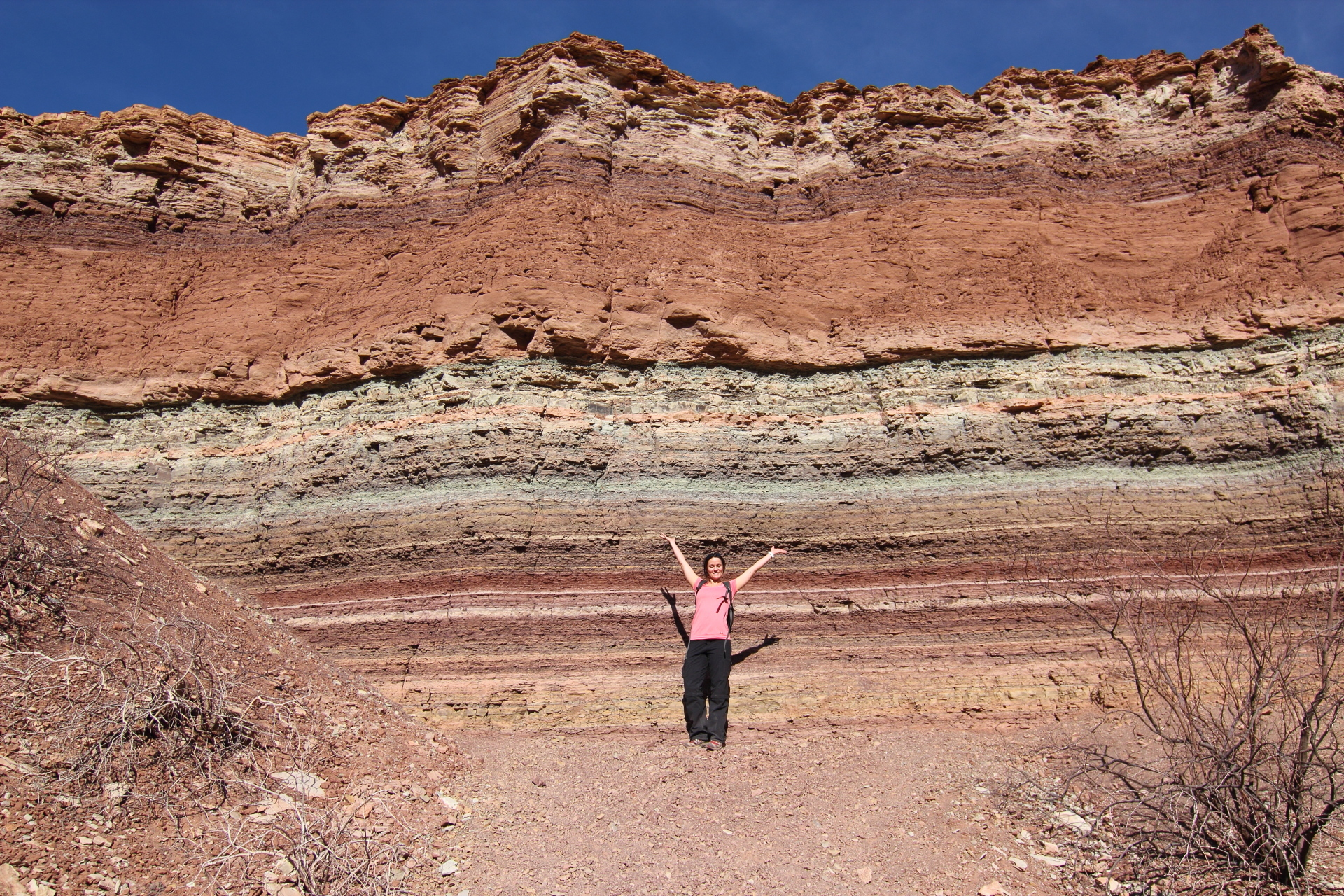
Geologiska strata i Salta (Argentina)

Stratum (latin, madrass, täcke, eg. det utbredda, av ste'rno, breda ut), betecknar inom geologin ett sammanhängande skikt, eller lager, av berg eller jord med egen karaktär (färg, textur, material) avgränsbart från intilliggande skikt.
Ett stratum kan vara från centimetertjockt till flera meter tjockt och är den minsta klassificerbara enheten i en stratigrafisk beskrivning av berget eller jorden.